# 화평 (전량)
화평(和平)은 중국 전량(前凉) 위왕(威王) 장조(張祚)의 연호이자 전량의 유일한 독자적인 연호이다. 354년에서 355년 9월까지 1년 9개월 동안 사용하였다. 전량 정권은 301년부터 서진(西晉)의 연호를 사용하였으며 317년에 서진이 멸망한 이후에는 서진의 건흥 연호를 계속 사용하였다. 353년에 장조가 환왕(桓王) 장요령(張耀靈)을 폐위하고 왕위에 올라 양주목(凉州牧) 양왕(凉王)을 자칭하였고 354년에 제위에 올라 화평으로 개원하였다. 355년, 장조가 살해당하고 난 후에 왕위에 오른 장현정(張玄靚)은 9월에 다시 건흥 연호로 되돌아왔다.
같은 시기에 사용된 다른 연호로는 동진(東晉)에서 사용한 영화(永和 : 345년 ~ 356년), 전연(前燕)에서 사용한 원새(元璽 : 352년 ~ 357년), 전진(前秦)에서 사용한 황시(皇始 : 351년 ~ 355년), 수광(壽光 : 355년 ~ 357년), 대(代)에서 사용한 건국(建國 : 338년 ~ 376년)이 있다.

## 연대대조표
| 화평                | 원년            | 2년                 |
| 서력                | 354년           | 355년               |
| 육십간지 (六十干支) | 갑인(甲寅)      | 을묘(乙卯)          |
| 동진 (東晉)         | 영화(永和) 10년 | 11년                |
| 전연 (前燕)         | 원새(元璽) 3년  | 4년                 |
| 전진 (前秦)         | 황시(皇始) 4년  | 5년 수광(壽光) 원년 |
| 대 (代)             | 건국(建國) 17년 | 18년                |

## 같이 보기
- 다른 왕조의 같은 연호
  - 후한(後漢) 화평(150년)
  - 북위(北魏) 화평(460년 ~ 465년)

- 중국의 연호

| 이전 연호 건흥(建興) | 중국의 연호 전량(前凉) | 다음 연호 건흥(建興) |